# New Zealand Cycle Classic 2016
La 29e édition de la New Zealand Cycle Classic a eu lieu du 20 au 24 janvier 2016. La course fait partie du calendrier UCI Oceania Tour 2016 en catégorie 2.2.

## Présentation

### Parcours

Parcours des étapes
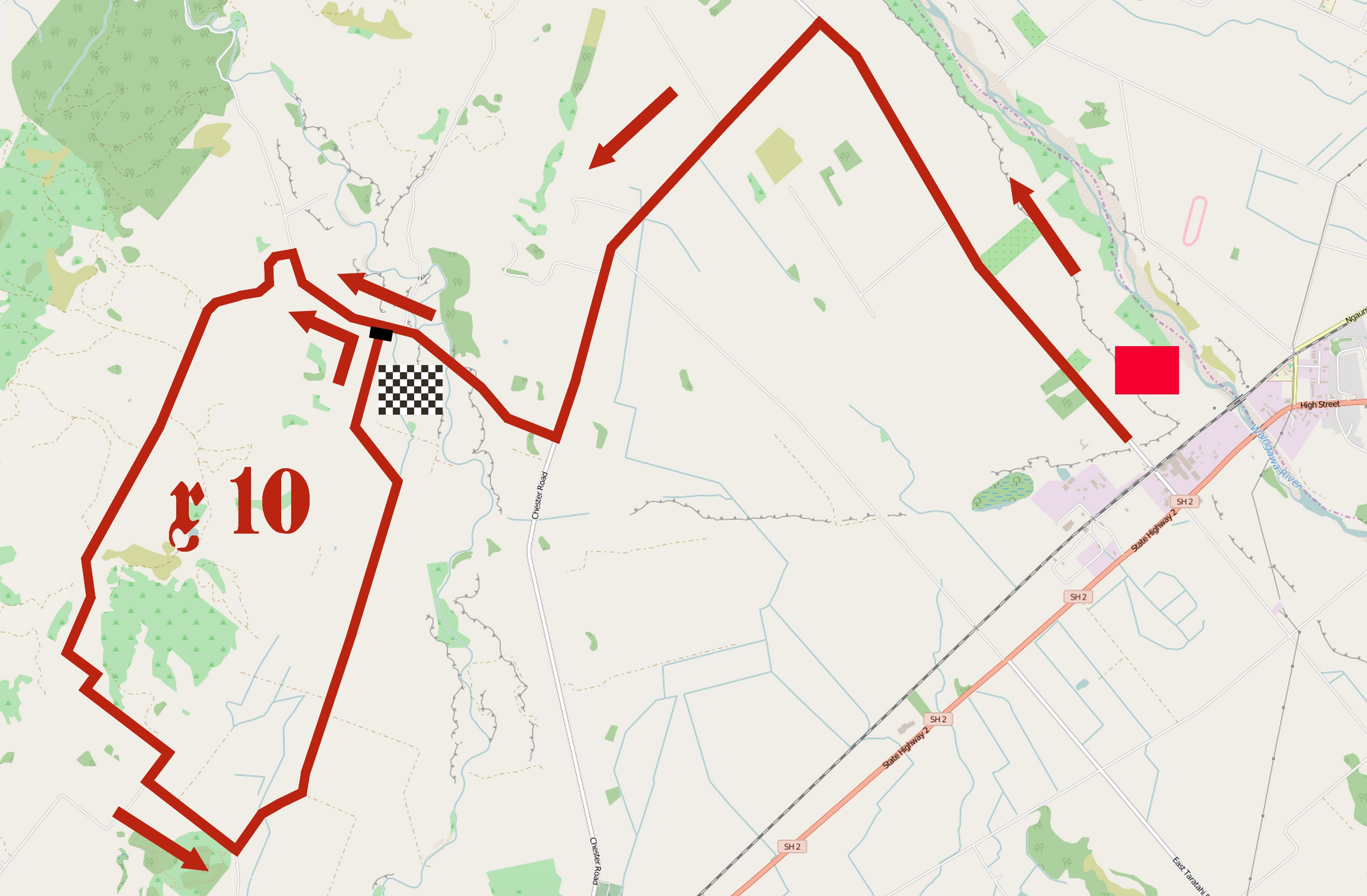
3e étape.

### Équipes
Classée en catégorie 2.2 de l'UCI Oceania Tour, la New Zealand Cycle Classic est par conséquent ouverte aux équipes continentales professionnelles, aux équipes continentales, aux équipes nationales et aux équipes régionales et de clubs.
Dix-huit équipes participent à cette New Zealand Cycle Classic - une équipe continentale professionnelle, cinq équipes continentales, une équipe nationale et onze équipes régionales et de clubs :
| Équipe continentale professionnelle | Équipe continentale professionnelle | Équipe continentale professionnelle |
| Nom de l'équipe                     | Pays                                | Code                                |
| ----------------------------------- | ----------------------------------- | ----------------------------------- |
| ONE                                 | Royaume-Uni                         | ONE                                 |

| Équipes continentales    | Équipes continentales | Équipes continentales |
| Nom de l'équipe          | Pays                  | Code                  |
| ------------------------ | --------------------- | --------------------- |
| Avanti IsoWhey Sports    | Australie             | AIW                   |
| Data3 Cisco Racing-Scody | Australie             | DSR                   |
| JLT Condor               | Royaume-Uni           | JLT                   |
| Kenyan Riders Downunder  | Kenya                 | KRD                   |
| State of Matter MAAP     | Australie             | SOM                   |

| Équipe nationale                     | Équipe nationale | Équipe nationale |
| Nom de l'équipe                      | Pays             | Code             |
| ------------------------------------ | ---------------- | ---------------- |
| Équipe nationale de Nouvelle-Zélande | Nouvelle-Zélande | NZL              |

| Équipes régionales et de clubs     | Équipes régionales et de clubs | Équipes régionales et de clubs |
| Nom de l'équipe                    | Pays                           | Code                           |
| ---------------------------------- | ------------------------------ | ------------------------------ |
| Bikebarn                           | Nouvelle-Zélande               | -                              |
| Cobra9 Racing                      | Australie                      | -                              |
| Fagan Motors Ford                  | Nouvelle-Zélande               | -                              |
| GPM Stulz                          | Australie                      | -                              |
| Mobile Communications Services MCS | Nouvelle-Zélande               | -                              |
| New Zealand Community Trust        | Nouvelle-Zélande               | -                              |
| Oliver's Real Food Racing          | Australie                      | -                              |
| Seasucker                          | Nouvelle-Zélande               | -                              |
| Sign Factory                       | Nouvelle-Zélande               | -                              |
| Škoda Racing                       | Nouvelle-Zélande               | -                              |
| Trust House                        | Nouvelle-Zélande               | -                              |

## Étapes
La course est constituée de cinq étapes en ligne.
| Étape     | Date     | Villes étapes             | type                      | Distance (km) | Vainqueur d'étape   | Leader du classement général |
| --------- | -------- | ------------------------- | ------------------------- | ------------- | ------------------- | ---------------------------- |
| 1re étape | 20 janv. | Masterton – Masterton     | étape de moyenne montagne | 123           | Christopher Lawless | Christopher Lawless          |
| 2e étape  | 21 janv. | Masterton – Martinborough | étape de moyenne montagne | 136,8         | Brad Evans          | Alex Frame                   |
| 3e étape  | 22 janv. | Masterton – Carterton     | étape de moyenne montagne | 130           | Kristian House      | Ryan Thomas                  |
| 4e étape  | 23 janv. | Masterton – Admiral Hill  | étape vallonnée           | 152,5         | Ben O'Connor        | Ben O'Connor                 |
| 5e étape  | 24 janv. | Masterton – Masterton     | étape de moyenne montagne | 122,5         | Michael Cuming      | Ben O'Connor                 |

## Classements finals

### Classement général final
| Classement général final | Classement général final | Classement général final | Classement général final | Classement général final |
|                          | Coureur                  | Pays                     | Équipe                   | Temps                    |
| ------------------------ | ------------------------ | ------------------------ | ------------------------ | ------------------------ |
| 1er                      | Ben O'Connor             | Australie                | Avanti IsoWhey Sports    | en 15 h 52 min 54 s      |
| 2e                       | Mark O'Brien             | Australie                | Avanti IsoWhey Sports    | + 31 s                   |
| 3e                       | Stephen Williams         | Royaume-Uni              | JLT Condor               | + 34 s                   |
| 4e                       | James Oram               | Nouvelle-Zélande         | ONE                      | + 40 s                   |
| 5e                       | Steven Lampier           | Royaume-Uni              | JLT Condor               | + 47 s                   |
| modifier                 |                          |                          |                          |                          |

### UCI Oceania Tour
Cette New Zealand Cycle Classic attribue des points pour l'UCI Oceania Tour 2016, à tous les coureurs.
| Position           | 1er | 2e | 3e | 4e | 5e | 6e | 7e | 8e à 10e |
| Classement général | 40  | 30 | 25 | 20 | 15 | 10 | 5  | 3        |
| Par étape          | 7   | 3  | 1  |    |    |    |    |          |
| Leader, par étape  | 1   |    |    |    |    |    |    |          |

## Liste des participants
- Liste de départ complète